# Boris Blacher
Boris Blacher (Niuzhuang (China), 6 januari 1903 - Berlijn, 30 januari 1975) was een Duitse musicoloog, muziekpedagoog en componist.

## Levensloop

### Jeugd en opleiding
Blachers vader Eduard, die net als zijn moeder uit de Baltische landen afkomstig was, was directeur van de Russisch-Aziatische Bank in Niuzhuang in de Chinese provincie Liaoning aan de Gele Zee en was werkzaam in de diplomatische dienst van het Russische Rijk. De familie vertrok in 1908 naar Zhifu (Chefoo) (Mandarijn: 芝罘区), nu een wijk van de Chinese stad Yantai aan de zuidelijke kust van de Gele Zee. Aldaar zat hij op de Engelse school van missionarissen. In 1913 vertrok de familie in de hoofdstad van de Chinese provincie Hupe Hankou, nu Wuhan, dat in 1927 is ontstaan door de fusie van de steden Wuchang (武昌), Hanyang (漢陽 / 汉阳) en Hankou (漢口 / 汉口), die tegenwoordig stadsdelen zijn. In Wuchang (武昌) begon op 10 oktober 1911 de Xinhai-revolutie onder leiding van Sun Yat-sen met zijn militaire medewerker Chiang Kai-shek. Aldaar ging Blacher naar de Duitse school en hij kreeg er vioollessen en muziektheorie. Hij was tezelfdertijd ook leerling aan het Italiaanse convent.
Aan het begin van de Eerste Wereldoorlog in 1914 vertrok de familie naar Irkoetsk, aan het Baikalmeer in Oost-Siberië. Daar was Blacher scholier aan het Russische Realgymnasium en kreeg hij ook lessen in muziektheorie en harmonieleer. Hij kwam ook in contact met het theater en de opera en werkte als toneelbelichter. In 1919 vertrok de familie opnieuw naar Charbin, tegenwoordig Harbin geheten, dat in 1898 door de Russen was gesticht, maar in 1919 al in de provincie Kirin van Chinees Mantsjoerije lag. Hier instrumenteerde hij onder andere de opera Tosca van Giacomo Puccini voor het symfonieorkest van Charbin. Hier behaalde hij ook het einddiploma van zijn school.

### Studies in Berlijn

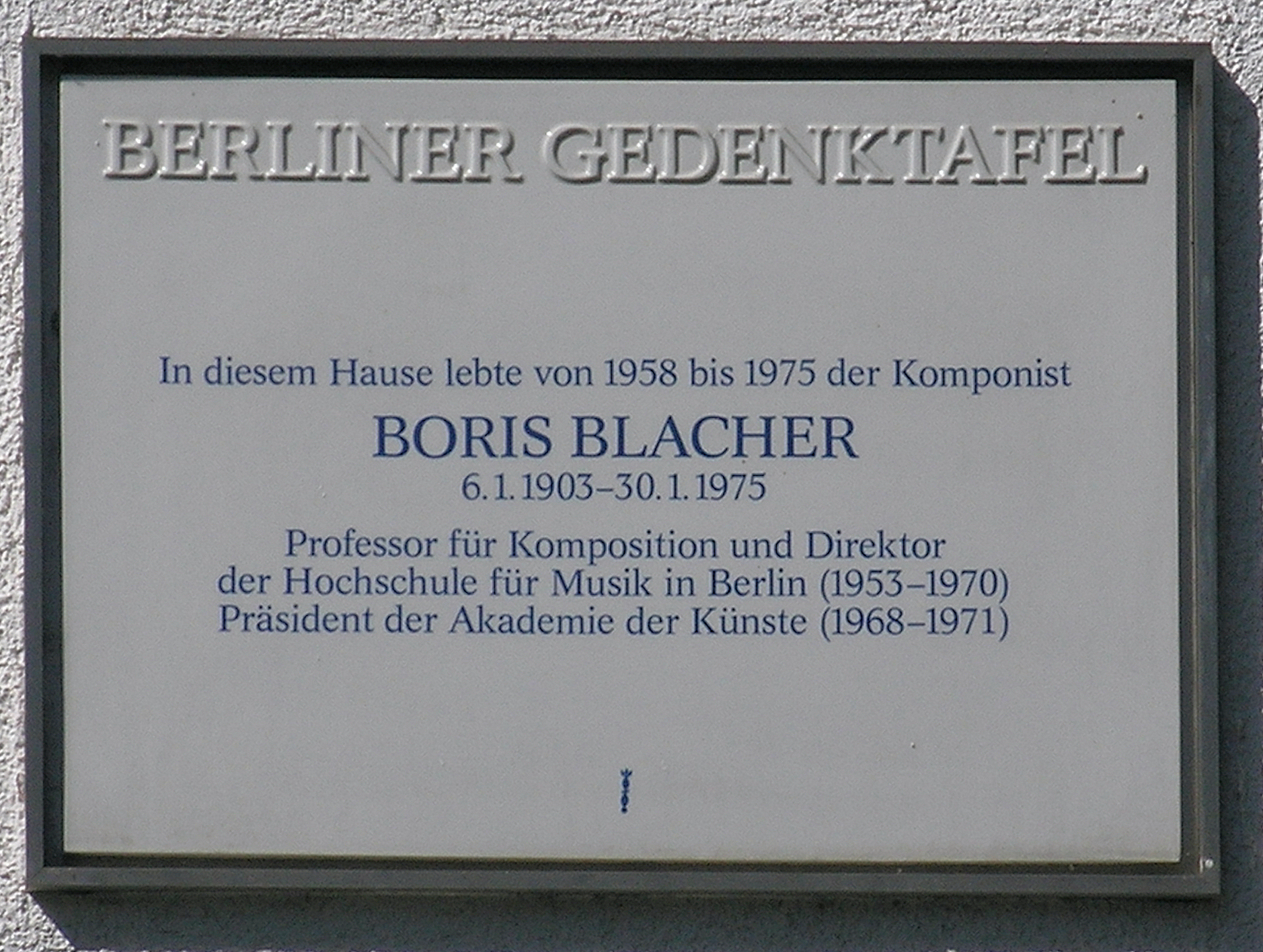
Gedenkplaat aan het huis Kaunstraße 6 in Berlijn-Zehlendorf, waar Boris Blacher van 1962 tot 1970 gewoond heeft

In 1922 reisde hij via Marseille en Parijs naar Berlijn. Daar studeerde hij wiskunde en architectuur aan de Technische Hochschule in Berlijn-Charlottenburg. Het culturele klimaat van Berlijn verleidde hem tot het kopen en het spelen van moderne muziek. Deze situatie was ook verantwoordelijk voor zijn wisseling van studierichting en zo kwam het, dat hij vanaf 1924 compositie aan de Hochschule für Musik Berlin bij Friedrich Ernst Koch ging studeren. Verder studeerde hij musicologie bij Friedrich Blume, Erich Moritz von Hornbostel en Arnold Schering. Omdat zijn vader hem niet meer steunde, voorzag hij in zijn onderhoud met het schrijven van arrangementen en als bioscooppianist. De eerste inkomsten uit een compositie verkreeg hij door zijn muziek voor de film Bismarck (1925). Aan het einde van de jaren 20 schreef hij zijn dissertatie over Instrumentatieopleidingen in de vroege 19e eeuw.

### Muziek en politiek
Zijn niet romantische-dansante stijl bracht hem succes met vroege werken zoals de Concertante Musik, die in 1937 met de Berliner Philharmoniker onder leiding van Carl Schuricht in première ging. Omdat hij affiniteit voor de jazz-muziek (volgens de nazi's was dat "Entartete Musik") had en geen fan van "liefdoenerij" (= het zich aanbieden - voor wat of dan ook) was, kon hij het überhaupt niet met de nationaalsocialisten vinden en was hij bij de nazi's dan ook niet geliefd. Met de hulp van de dirigent Karl Böhm werd hij in 1938 docent compositie aan de Hochschule für Musik Carl Maria von Weber Dresden in Dresden. In 1939 nam hij daar al ontslag, en dit omdat hij zich niet aan het officiële programma van het conservatorium hield en zogenaamde entartete componisten als Paul Hindemith, Arnold Schönberg en Igor Stravinsky in zijn opleiding opnam.

### Leraar
Van 1941 tot 1942 had Gottfried von Einem al privé bij hem compositie gestudeerd. Hij was tijdens de Tweede Wereldoorlog zonder vaste aanstelling, en kreeg eerst na de oorlog aan het Internationale muziekinstituut in Berlijn-Zehlendorf een baan; hij zou er tot 1948 werken. Sinds de Russische Oktoberrevolutie bezat hij geen staatsnationaliteit meer. In 1948 werd hij tot Duitser genaturaliseerd.
Hij werd docent en later professor aan de Hochschule für Musik te Berlijn en zou dat tot 1970 blijven. In 1953 werd hij als opvolger van Werner Egk directeur van dezelfde hogeschool. Tot zijn leerlingen behoorden Giselher Klebe, Rudolf Kelterborn, Peter Ronnefeld, Fritz Geißler, Herbert Kegel, Isang Yun, Aribert Reimann en Klaus Huber. In 1956 werd hij benoemd tot vicepresident van de Academie van de Kunsten. In 1960 werd hij benoemd tot professor voor elektronische compositie en experimentele muziek aan het Instituut voor elektronische muziek van de Technische Universiteit Berlijn. In 1961 werd hij hoofd van de muzieksectie van de Academie en van 1968 tot 1971 was hij president van de Academie van de Kunsten Berlijn.
Hij was een van de stichtingsleden van de Paul-Hindemith-Gesellschaft in Berlin e.V..

### Variabele metriek
Aan het einde van de jaren 40 ontwikkelde hij een procedure, die hij variabele metriek noemde. Hij maakte in zijn werken gebruik van een systeem van variable metrums om de muzikale symmetrie met vele, gedeeltelijk wiskundig opgebouwde maatwisselingen te doorbreken. Op basis van een wiskundige reeks worden de takt-maten en hun volgorde en daarmee ook de vorm van een stuk vastgelegd. Als men bijvoorbeeld een arithmetische volgorde (2, 3, 4...) neemt en als maat een nootwaarde van een achtste noot, dan volgt op een 2/8 maat een 3/8 maat, daarnaar een 4/8 maat enz. Deze procedure heeft Blacher sinds de Ornamenten voor piano (1950) en het Tweede Pianoconcert Op.42 (1952) altijd op verschillende manieren gebruikt. In het voorwoord tot het Tweede Pianoconcert zegt Blacher dat ritme en vorm in veel nauwere verwantschap staan dan tot dusver werd aangenomen. Dit inzicht leidde tot het gebruik van variabele metriek in zijn werken na 1950, ...‘eine Metrik, die ganze Komplexe von verschiedenen Taktarten unter bestimmeten Bedingungen zusammenfasst. Daraus ergeben sich Reihenbildungen mannigfaltigster Art: Arrhyrthmetische, Summations-, Primzahlen-, Permutations-Reihen oder überhaupt in ganz beliebiger Zusammensetzung’..(Ed. Bote & Bock, Berlin, 1953). De plaats van de maatstreep hangt af van de melodisch-ritmische gestalte en betekent geen ‘Betonung’. Tenzij de dynamische tekens anders voorschrijven, is deze muziek van Blacher ‘betonungslos’, ook binnen de afzonderlijke maten. In een 5/8 maat zijn alle vijf achtsten gelijk en mag geen onderverdeling van 2+3 of 3+2 gehoord worden. In deze muziek wisselt dus praktisch bij iedere maat de maat. De opzet van het Andante, waarmee het Tweede Pianoconcert begint is (de cijfers geven het aantal achtsten per maat aan): 12-8-12-8-7-12-8-7-6-12-8-7-6-5 enz. tot men ten slotte uitkomt 12-8-7-6-5-4-3-2-1. Het Allegro dat hierop volgt heeft de verhouding omgekeerd: 2-3-2-3-4 enz. De eerste die het Tweede Pianoconcert op DGG heeft vastgelegd was Gerty Herzog, Blachers echtgenote.

### Roem en eer
Ten minste sinds de spectaculaire premières van het jaar 1947 - het tijdens de Tweede Wereldoorlog ontstane oratorium Der Großinquisitor en de Orchestervariationen über ein Thema von N. Paganini - was Boris Blacher een prominente figuur in het Duitse en spoedig ook in het internationale muziekleven. Er volgden vooraanstaande functies aan de Hogeschool voor Muziek en aan de Academie van de Kunsten. In de muziekopleiding altijd open en dankbaar voor zelfstandige leerlingen, als componist altijd geïnteresseerd in het nieuwe, in de muzikale uitdrukking steeds helder, werd Blacher eens als Geweten van de jongere Duitse componistengeneratie aangeduid. Zijn toegankelijkheid tegenover nieuwe stromingen werd ook duidelijk in de samenwerking met de elektronische studio van de Technische Universiteit Berlijn in de vroege jaren 60.

### Composities
Met uitzondering van de kerkmuziek was Blacher in alle bekende genres actief. Hij streefde er altijd naar zijn volgende werk muzikaal anders in te richten, om herhaling te vermijden. Zijn muzikale taal wordt gekenmerkt door spaarzaamheid van uitdrukkingsmiddelen, heldere structuren en stroeve ritmiek. Erg belangrijk was ook zijn levenslange interesse voor de jazz, die zich op veelzijdige wijze in zijn composities weerspiegelt, bijvoorbeeld in de Jazz-Koloraturen voor sopraan, altsaxofoon en fagot (1929) en de Stars and Strings voor jazzensemble en strijkorkest (1972). Hij moet als een van de belangrijkste componisten van de hedendaagse muziek gezien worden. Blacher schreef 13 opera's, 9 balletten, soloconcerten voor piano, viool, cello en trompet alsook cantates, koorwerken, werken voor harmonie-orkesten en kamermuziek.

### Privé
Hij was in 1945 gehuwd met de pianiste Gerty Herzog. Samen hadden zij twee kinderen, de dochter Tatjana, een actrice en de zoon Kolja, een violist, die het tot concertmeester van de Berliner Philharmoniker zou brengen. Kolja Blacher heeft het Vioolconcert (1948) in 1993 opgenomen met het Philharmonisch Orchester Frankfurt (Oder) onder leiding van Nikos Athinäos, Signum SIG X40-00

### Begraafplaats
Blacher is begraven in een eregraf op de begraafplaats "Waldfriedhof Zehlendorf", Berlijn-Zehlendorf, Nikolassee, (Ehrengrab I-U-831, 026/9).

## Composities

### Werken voor orkest

#### Symfonieën
- 1938 Symfonie, voor orkest

#### Concerten voor instrumenten en orkest
- 1947 Concert nr. 1, voor piano en orkest
- 1948 Concert, voor viool en orkest
- 1951 Dialog, voor dwarsfluit, viool, piano en strijkorkest
- 1952 Concert nr. 2 - (in variablen Metren), voor piano en orkest
- 1954 Concert, voor altviool en orkest
- 1961 Variationen über ein Thema von Muzio Clementi, voor piano en orkest
- 1963 Concertstuk, voor blazerskwintet en strijkorkest
- 1964 Concert, voor cello en orkest
- 1970 Concert, voor hoge trompet en strijkorkest
- 1971 Concerto, voor klarinet en kamerorkest
  1. Allegro
  2. Theme and Variations

#### Andere werken
- 1932 Kleine Marschmusik, voor orkest
- 1933 Orchester-Capriccio über ein Volkslied, voor orkest
- 1937 Concertante Musik, voor orkest, op. 10
  1. Moderato - Molto allegro
  2. Moderato
  3. Molto allegro
- 1938 Rondo, voor orkest
- 1938 Tanzszenen - Tanzsuite nr. 1, voor orkest
- 1938 Tanzszenen - Tanzsuite nr. 2, voor orkest
- 1940 Concert, voor strijkorkest
- 1941 Suite uit de opera "Fürstin Tarakanowa", voor orkest, op. 19a
  1. Ouverture
  2. Scène: Andante – Più mosso – a tempo primo – Alla marcia
  3. Intermezzo: Vivace molto
  4. Mars: Alla marcia
- 1947 Orchestervariationen über ein Thema von N. Paganini voor orkest, op. 24
- 1949 Suite uit het ballet "Hamlet", voor orkest
- 1950 Suite uit het ballet "Lysistrata", voor orkest
- 1950 Concerto, voor kamerorkest
- 1953 Orchester-Ornament, voor orkest
- 1953 Studie im Pianissimo, voor orkest
- 1954 Twee Inventies, voor orkest, op. 46
  1. Allegro molto
  2. Vivace
- 1956 Orchester-Fantasie, voor orkest
- 1956 Hommage à Mozart - Metamorphoses over een groep van thema's van Wolfgang Amadeus Mozart, voor orkest
- 1957 Music for Cleveland, voor orkest, op. 53
- 1959 Musica giocosa, voor orkest
- 1963 Suite uit het ballet "Demeter", voor kamerorkest
- 1968 Collage, voor orkest
- 1972 Stars and Strings, voor jazz-ensemble en strijkers
- 1973 Blues, Espagnola und Rumba philharmonica, voor twaalf cello's
- 1974 Poème, voor orkest
- 1974 Pentagramm, voor 16 strijkers tot hulde aan Hans Bernhard Scharoun - première: postuum 1975 in de van Scharoun gebouwde Berliner Philharmonie

### Werken voor harmonieorkest
- 1937 Divertimento, voor harmonieorkest, op. 7
- 1938 Estnische Tänze, voor 10 blazers, op. 9
- 1946 Concerto for Jazz Orchestra

### Missen, Oratorium en cantates
- 1942 Der Großinquisitor, oratorium in twee delen voor bariton, gemengd koor en orkest - libretto: Leo Borchard naar Fjodor Dostojevski
- 1955 Traum vom Tod und vom Leben, cantate voor tenor, gemengd koor en orkest - tekst: Hans Arp
- 1958 Requiem, voor sopraan en bariton solo, gemengd koor en orkest
- 1961 Proloog tot Jüdische Chronik, vijfdelige cantate voor alt, bariton, kamerkoor, twee sprekers en klein orkest (gezamenlijke compositie als kenmerk van de Duits-Duitse samenwerking met Paul Dessau, Karl Amadeus Hartmann, Hans Werner Henze en Rudolf Walter-Régeny)

### Muziektheater

#### Opera's
| Voltooid in | titel                                     | aktes                  | première | libretto                                                                  |
| ----------- | ----------------------------------------- | ---------------------- | --- | ------------------------------------------------------------------------- |
| 1929        | Habemeajaja                               |                        | 29 januari 1987, Berlijn, Akademie der Künste in samenwerking met de Deutsche Oper                                                               | Haggers, pseudoniem van Albert von Haller                                 |
| 1941        | Fürstin Tarakanowa                        | 3 aktes                | 5 februari 1941, Wuppertal | Karl O. Koch, naar Hans von Hülsen "Die Kaiserin und ihr Großadmiral"     |
| 1943        | Romeo und Julia                           |                        | 1947, Berlijn-Zehlendorf | de componist naar William Shakespeare                                     |
| 1946        | Die Flut                                  | 1 akte                 | 20 december 1946, Berlijn, (Radio); 4 maart 1947, Dresden (Theater)                                                                              | Heinz von Cramer naar Guy de Maupassant                                   |
| 1948        | Die Nachtschwalbe                         | 1 akte                 | 22 februari 1948, Leipzig | Friedrich Wolf                                                            |
| 1952        | Preussisches Märchen (Pruisisch sprookje) | 5 aktes                | 23 september 1952, Berlijn, Städtische Oper | Heinz von Cramer                                                          |
| 1953-1957   | Abstracte opera Nr. 1                     | 1 akte, 4 scènes       | 25 juni 1953 Frankfurt am Main, Hessischer Rundfunk; 10 oktober 1953, Mannheim, Nationaltheater; gereviseerde versie: 30 september 1957, Berlijn | Werner Egk                                                                |
| 1960        | Rosamunde Floris                          | 2 aktes, 9 scènes      | 21 september 1960, Berlijn, Deutsche Oper | Gerhart von Westermann naar Georg Kaiser                                  |
| 1966        | Zwischenfälle bei einer Notlandung        | 2 fases, 14 situaties  | 4 februari 1966, Hamburg, Hamburgische Staatsoper                                                                                                | Heinz von Cramer                                                          |
| 1969        | Zweihundertausend Taler                   | 3 bedrijven en epiloog | 25 september 1969, Berlijn | de componist naar Shalom Aleichem                                         |
| 1973        | Yvonne, Prinzessin von Burgund            | 4 aktes                | 15 september 1973, Wuppertal | de componist en Witold Gombrowicz                                         |
| 1975        | Das Geheimnis das entwenden Briefes       |                        | 14 februari 1975, Berlijn, Theaterzaal van de Hoge School voor muziek te Berlijn                                                                 | Herbert Brauer naar Edgar Allan Poe "The Mystery of the Purloined Letter" |

#### Balletten
| Voltooid in | titel                                                           | aktes                        | première                                         | libretto                                 | choreografie    |
| ----------- | --------------------------------------------------------------- | ---------------------------- | ------------------------------------------------ | ---------------------------------------- | --------------- |
| 1935        | Fest im Süden                                                   | 1 akte                       | 1937, Kassel                                     | Ellen Petz                               | Ellen Petz      |
| 1939        | Harlekinade                                                     | Proloog, 1 akte, epiloog     | 1940, Krefeld                                    | Jens Keith                               | Walter Kujawski |
| 1942        | Das Zauberbuch von Erzerum naar muziek van Friedrich von Flotow |                              | 1942, Stuttgart                                  | Adrienne Mireau                          |                 |
| 1946        | Chiarina                                                        | 1 akte                       |                                                  | Paul Strecker                            | Jens Keith      |
| 1949        | Hamlet                                                          | Proloog en 3 scènes          | 19 november 1950, München, Bayerische Staatsoper | Tatjana Gsovsky naar William Shakespeare | Victor Gsovsky  |
| 1950        | Lysistrata                                                      | 3 scènes                     | 30 september 1951, Berlijn                       | naar Aristophanes                        | Gustav Blank    |
| 1955        | Der Moor von Venedig, op. 50                                    | Proloog, 8 scènes en epiloog | 29 november 1955, Wenen                          | Erika Hanka naar William Shakespeare     | Erika Hanka     |
| 1963        | Demeter                                                         | 4 scènes                     | 1964, Schwetzingen                               | Yvonne Georgi                            |                 |
| 1965        | Tristan                                                         | 7 scènes                     | Berlijn, Deutsche Oper                           | Tatjana Gsovsky                          | Tatjana Gsovsky |

#### Muziek voor het toneel
- 1968 Ariadne, voor twee sprekers en elektronica - tekst: Johann Christian Brandes

### Werken voor koren
- 1944 Vier Chöre, naar teksten van François Villon
- 1958 Die Gesänge des Seeräubers O’Rourke und seiner Geliebten Sally Brown, beide auf das Felseneiland En Vano Anhelar verschlagen, groteske voor sopraan, chanson zangeres, bariton, spreker, spreekkoor en orkest - tekst: Gregor von Rezzori
- 1969 Anacaona, voor gemengd koor - tekst: zes gedichten van Alfred Tennyson
- 1973 Vokalisen

### Vocale muziek
- 1929 Jazz-Koloraturen, voor sopraan, sopraansaxofoon, altsaxofoon en fagot, op. 1
- 1931 Fünf Sinnsprüche Omars des Zeltmachers
- 1943 Drei Psalmen (Psalm 142, 141, 121), voor bariton, klarinet, fagot, orgel, viool, altviool en cello
- 1947 Vier Lieder, voor sopraan (of tenor) en piano - tekst: Friedrich Wolf
- 1954 Francesca da Rimini, voor sopraan en viool
- 1957-1964 Thirteen Ways of Looking at a Blackbird, voor hoge stem en strijkkwartet (of piano)
- 1958 Aprèslude, voor middenstem en piano - tekst: naar gedichten van Gottfried Benn
- 1962 Five Negro Spirituals, voor middenstem en 3 klarinetten, trombone, slagwerk en contrabas
- 1974 Prelude and Concert Aria, voor mezzosopraan en orkest

### Kamermuziek
- 1929 Strijkkwartet nr. 1
- 1935 Etüde, voor strijkkwartet
- 1940 Strijkkwartet nr. 2, op. 16
- 1940-1941 Sonata, voor cello en piano
- 1944 Strijkkwartet nr. 3, op. 32
- 1946 Divertimento, voor trompet, trombone en piano
- 1951 Epitaph (Strijkkwartet nr. 4) - Zum Gedächtnis von Franz Kafka, op. 41
- 1965 Oktet, voor klarinet, fagot, hoorn en strijkkwintet
- 1967 Variations (Strijkkwartet nr. 5)
- 1972 Duo, voor dwarsfluit en piano
- 1972 Sonata, voor 2 cello's en 11 instrumenten ad libitum
- 1973-1974 Kwintet, voor dwarsfluit, hobo, viool, altviool en cello
- 1974 Variationen über ein Thema von Pjotr Tschaikowsky, voor cello en piano

### Werken voor piano
- 1943 Sonate nr. 1
- 1943 Sonate nr. 2
- 1950 Ornamente - Sieben Studien über variable Metren, op. 37
- 1951 Sonate nr. 3
- 1974 24 Préludes

### Werken voor klavecimbel
- 1964-1967 Vier Studien

## Onderscheidingen
- 1951 Kunstprijs voor muziek van de stad Berlijn
- 1960 Muziekprijs van de stad Keulen
- 1961 "Grote kunstprijs van de Duitse deelstaat Noordrijn-Westfalen"
- 1961 "Bach-Prijs van de Vrije en Hanzestad Hamburg"
- 1973 "Ernst-Reuter Plakette van de stad Berlijn"

## Publicaties
- Einführung in den strengen Satz, Berlijn, Bote & Bock, ISBN 978-3-7931-0957-0
- Die Zeit; das unbarmherzige Maß, Ein Gespräch, das Wolf-Eberhard von Lewinski führte., in: Musica. 29 (1975), S. 216-218.